# Deutsches Drahtmuseum

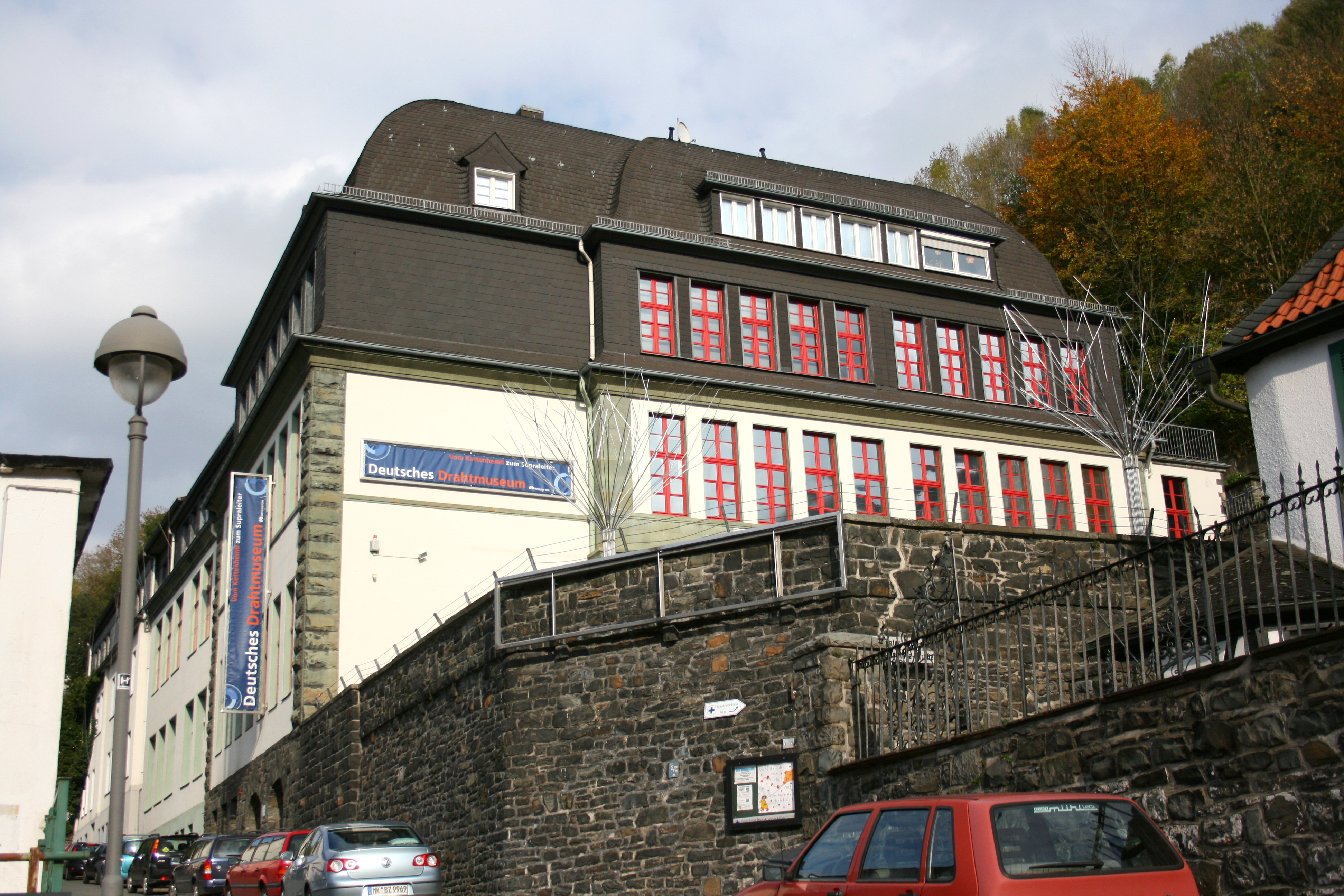
Deutsches Drahtmuseum

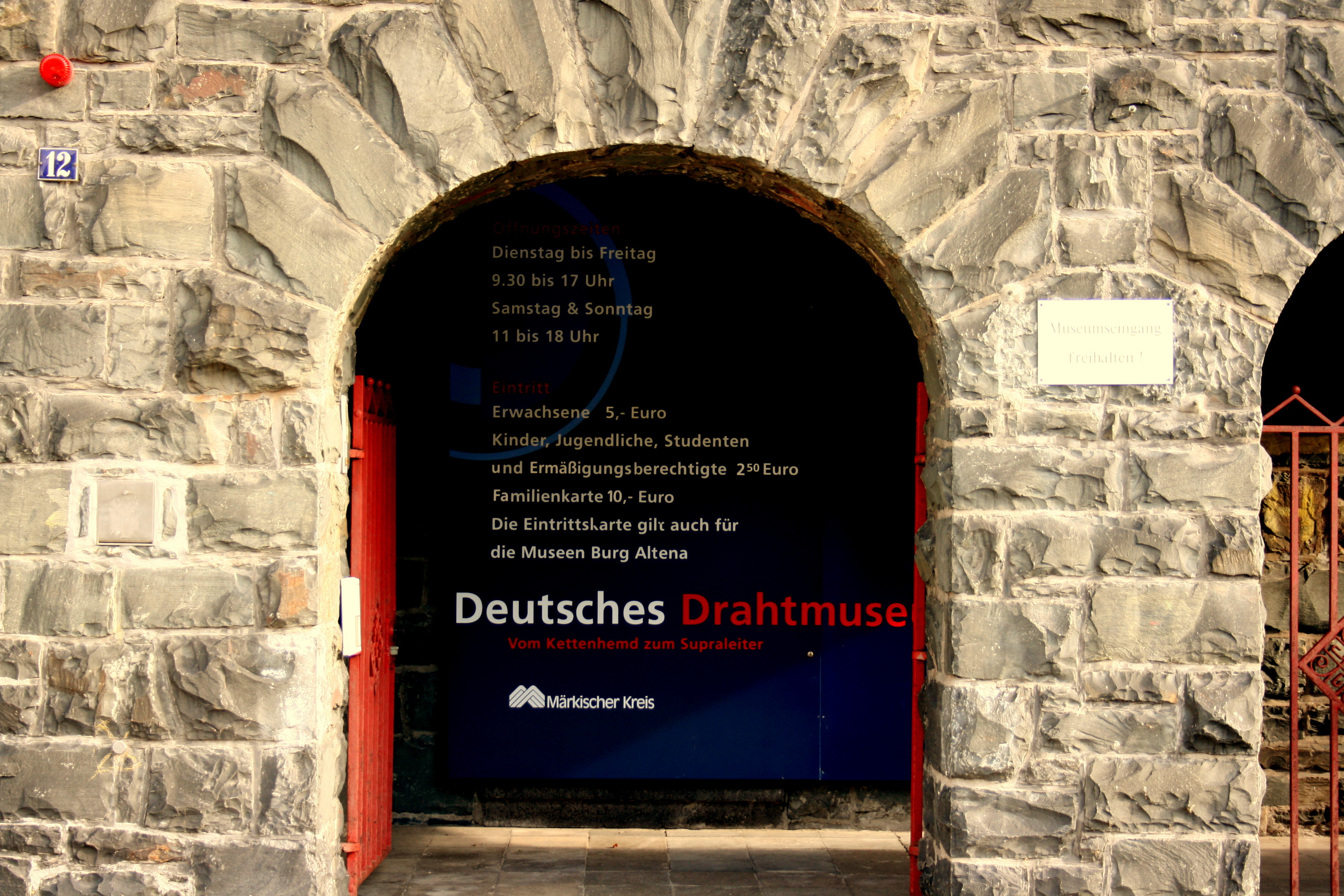
Museumseingang

Das Deutsche Drahtmuseum in Altena, das neben dem Fabrikmuseum Roth weltweit einzige seiner Art, wurde 1965 vom Landkreis Altena auf Initiative des Industriellen Paul Rump (1907–1986) gegründet. Es war zunächst auf 110 m2 Ausstellungsfläche im Kommandantenhaus der Burg Altena beheimatet. 1994 in das Gebäude des ehemaligen Altenaer Lyzeums umgesiedelt, wurde es 1999 mit Hilfe vieler Sponsoren zu einem modernen, den Vorstellungen über Museumsarbeit im 21. Jahrhundert gerecht werdenden Museum umgestaltet und nach fünfmonatiger Schließung am 26. April 1999 neu eröffnet.
In der Dauerausstellung „Vom Kettenhemd zum Supraleiter“ in der Fritz-Thomée-Straße 12 werden auf einer Ausstellungsfläche von nunmehr 630 m2 eine Vielzahl von Informationen über das Produkt Draht und seine Bedeutung in Industrie und Alltag dargeboten. Schwerpunktthemen bilden beispielsweise die verschiedenen Techniken zur Drahtherstellung im Laufe der Geschichte und die vielfältigen Einsatzmöglichkeiten in Technik, Schmuckindustrie und Kunstgestaltung. Des Weiteren finden in einem 120 m2 großen Sonderausstellungsraum des Museums in unregelmäßigen Abständen Wechselausstellungen zum Thema Draht statt.
Träger des Erlebnismuseums ist der Märkische Kreis als Rechtsnachfolger des Landkreises Altena. Die Eintrittskarte zum Drahtmuseum gilt auch für die nahe gelegene Burg Altena und die dort befindlichen Museen.